# VoWiFi
Voice over WiFi (in italiano "Voce tramite WiFi", in acronimo VoWiFi; anche detto WiFi calling), in telecomunicazioni e informatica, indica una tecnologia che rende possibile effettuare una conversazione, analoga a quella che si potrebbe ottenere con una rete telefonica, sfruttando una connessione WiFi trasferendo in modo trasparente all'utente (seamless), una conversazione dalla rete dati alla rete Wi-Fi.

Simbolo del VoWiFi

Questa funzione utilizza il protocollo Generic Access Network (GAN), noto anche come Unlicensed Mobile Access (UMA).

## Storia
La tecnologia VoWiFi nasce come Unlicensed Mobile Access (UMA). Sviluppata da un gruppo di aziende, venne presentata al pubblico il 2 settembre 2004. Successivamente, le aziende partecipi presentarono la tecnologia ultimata al 3rd Generation Partnership Project (3GPP). 
L'8 aprile 2005, il 3GPP rinominò l'UMA in Generic Access Network (GAN).
Uno tra i primi telefonini a supportare questa tecnologia fu il Nokia 6301.
Con l'affermazione del VoIP le WLAN possono facilmente ed efficientemente veicolare il traffico voce, e con l'introduzione della tecnologia UMA si apprestano a diventare una vera e propria estensione della rete mobile cellulare; e viceversa.

## VoWiFi nell'area di lingua italiana
| Operatori MNO                          |                 |               |                                                              |
| Operatore                              | Servizio VoWiFi | Data          | Note                                                         |
| TIM                                    | Attivo          | Dicembre 2022 | [ 4 ]                                                        |
| Vodafone                               | Non attivo      |               |                                                              |
| Wind Tre                               | Attivo          | Dicembre 2022 | [ 5 ]                                                        |
| Iliad                                  | Non attivo      |               |                                                              |
| Fastweb                                | Attivo          | Luglio 2024   | [ 6 ]                                                        |
| marchi commerciali degli Operatori MNO |                 |               |                                                              |
| Operatore                              | Servizio VoWiFi | Data          | Note                                                         |
| Kena Mobile                            | Non attivo      |               | marchio commerciale di TIM                                   |
| ho. Mobile                             | Non attivo      |               | marchio commerciale di Vodafone                              |
| Very Mobile                            | Attivo          | Dicembre 2022 | marchio commerciale di Wind Tre                              |
| Operatori Virtuali MVNO                |                 |               |                                                              |
| Operatore                              | Servizio VoWiFi | Data          | Note                                                         |
| PosteMobile                            | Non attivo      |               |                                                              |
| CoopVoce                               | Non attivo      |               |                                                              |
| 1Mobile                                | Non attivo      |               |                                                              |
| Lyca Mobile                            | Non attivo      |               |                                                              |
| Tiscali Mobile                         | Non attivo      |               |                                                              |
| Noitel                                 | Non attivo      |               |                                                              |
| spusu                                  | Non attivo      |               |                                                              |
| Vianova                                | Attivo          | Aprile 2021   | il servizio è limitato esclusivamente alle reti WiFi Vianova |

## Tecnologia
La tecnologia GAN (Generic Access Network) o UMA (Unlicensed Mobile Access) è rivolta al roaming del traffico telefonico da rete mobile alle reti Wi-Fi basate su protocollo IP. L'ultima generazione di questo protocollo è detta VoWiFi. Il servizio si basa su tecnologie come IMS, IPsec, IWLAN ed ePDG.